# 자유명단
자유명단(自由 名單, 독일어: Freie Liste 프라이에 리스테[*])은 리히텐슈타인의 녹색당이다. 리히텐슈타인에 존재하는 4개의 정당 가운데 유일하게 좌파 사회주의적 색체를 띤다.
1985년 독일 녹색당과 벨기에 녹색당, 네덜란드 녹색당(현재의 녹색좌파당) 등 녹색당의 원내 진출에 영향을 받아 창당되었다. 1993년 2월 총선에서 처음으로 10.4%를 득표, 2석을 얻었다. 원내정당 중에서 가장 진보적이고 환경주의를 추구하는 모습을 보인다. 2013년 총선과 2017년 총선에서 두자릿수 득표율을 올림으로써 선전하였다.

## 역대 선거 (2000 - )
| 선거        | 당선자 | 득표율 | 총리 배출 여부 |
| ----------- | ------ | ------ | -------------- |
| 2001년 총선 | 1 / 25 | 8.0%   | 미배출         |
| 2005년 총선 | 3 / 25 | 13.0%  | 미배출         |
| 2009년 총선 | 1 / 25 | 8.8%   | 미배출         |
| 2013년 총선 | 3 / 25 | 11.1%  | 미배출         |
| 2017년 총선 | 3 / 25 | 12.6%  | 미배출         |